# عمارت چهار صفه محمدی
عمارت چهار صفه محمدی مربوط به دوره ایلخانی است و در شهرستان کازرون، بخش کوهمره، دهستان کوهمره، جنوب غرب روستای دوسیران واقع شده و این اثر در تاریخ ۳۰ بهمن ۱۳۸۶ با شمارهٔ ثبت ۲۰۹۳۴ به‌عنوان یکی از آثار ملی ایران به ثبت رسیده است.